# Microbotryum scabiosae
Microbotryum scabiosae är en svampart som först beskrevs av James Sowerby, och fick sitt nu gällande namn av G. Deml & Prillinger 1991. Microbotryum scabiosae ingår i släktet Microbotryum och familjen Microbotryaceae.   Inga underarter finns listade i Catalogue of Life.